# Świat jest teatrem
Świat jest teatrem – powieść detektywistyczna autorstwa Borisa Akunina. Trzynasta część serii o Eraście Fandorinie.
Powieść ukazała się w 2009 r. Polskie wydanie, nakładem wydawnictwa Świat Książki, swoją premierę miało 7 listopada 2012 r.
Tytuł powieści nawiązuje do sztuki Williama Szekspira Jak wam się podoba, w której padają słowa: Świat jest teatrem, aktorami ludzie, którzy kolejno wchodzą i znikają.

## Fabuła powieści
Akcja powieści toczy się w roku 1911. Erast Fandorin kończy 55. rok życia. Pewnego dnia wdowa po Czechowie, Olga Leonardowa Knipper-Czechowa, prosi go o pomoc w ustaleniu jakie niebezpieczeństwo grozi aktorce petersburskiego teatru „Arka Noego”, Elizie Altairskiej-Lointaine. Podczas obserwacji aktorki Fandorin, pierwszy raz od długiego czasu, zakochuje się. Chcąc zrobić na swojej ukochanej wrażenie, a przy okazji zbliżyć się do innych członków teatru, Erast Pietrowicz postanawia zostać dramatopisarzem i tworzy sztukę pt. „Dwie komety na bezgwiezdnym niebie”, która następnie jest wystawiana na deskach teatru „Arka Noego”. Sprawa natomiast staje się coraz poważniejsza, ponieważ ludzie bliscy Elizie są kolejno mordowani, a śledztwo Fandorina podąża w niewłaściwym kierunku…